# Chiesa di Santa Maria del Soccorso (Napoli, Capodimonte)

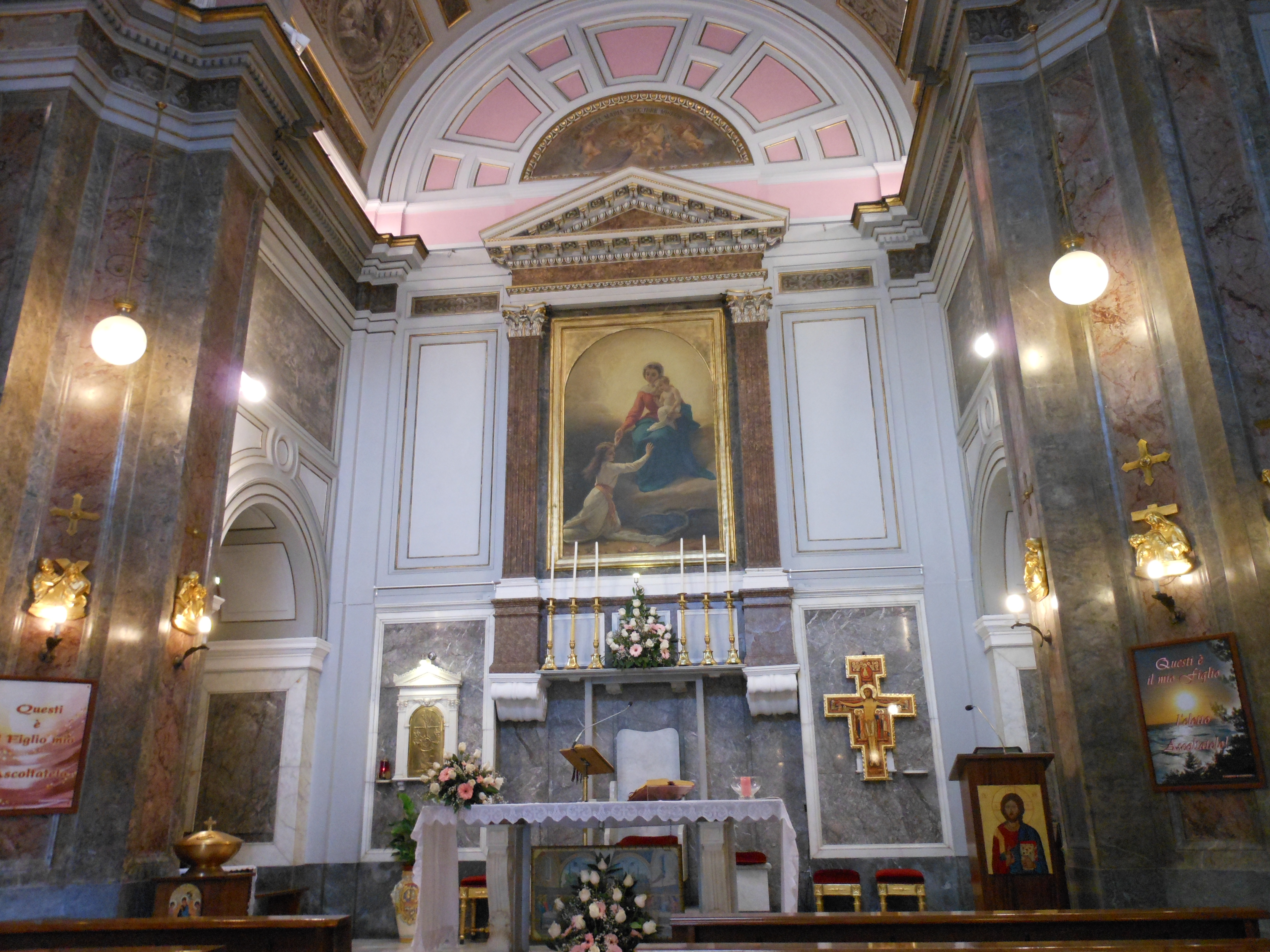
Interno

La chiesa di Santa Maria del Soccorso a Capodimonte è un luogo di culto di Napoli che sorge lungo il corso Amedeo di Savoia.

## Storia
Il lotto di terreno dove è sorta la chiesa apparteneva ai primi del XIX secolo al Duca di Canzano, figura importante durante il decennio francese. Proprio in questo periodo alcuni suoi fondi furono espropriati per la costruzione della nuova strada di Capodimonte.
Nel 1871 il cardinale Sisto Riario Sforza pose la prima pietra per la costruzione della chiesa.
I lavori di costruzione della chiesa furono diretti dall'architetto Pasquale Angolia. La consacrazione avvenne tre anni dopo, nel 1874, come ricordano delle lapidi in latino poste ai lati dell'ingresso sopra due grandi nicchie.
Nel novembre 1914 il cardinale Giuseppe Antonio Ermenegildo Prisco la dichiarò sede parrocchiale.

## Descrizione
La facciata è ornata da sei lesene ioniche, due paia delle quali sono situate ai lati dell'ingresso.
All'interno, in stile neoclassico, presenta una pianta centrale con absidi laterali, poco profonde rispetto alle due assiali e una piccola cupola dipinta di azzurro stellato.
Le lunette delle absidi laterali presentano due tele semicircolari: quella sinistra la morte di San Giuseppe, quella destra l'agonia di Gesù nell'Orto del Getsemani. Sulla volta dell'abside è presente un affresco raffigurante la Trinità, sui quattro pennacchi angeli glorificanti e sulla controfacciata, ai fianchi del portale, le tele dei santi Giovanni Battista (a destra) ed Evangelista (a sinistra), tutte opere di Vincenzo Galloppi. Sua è anche la decorazione della nicchia del fonte battesimale (oggi accoglie l'effigie dell'Immacolata), sulla sinistra appena entrati: presenta la raffigurazione dell'Agnello in un paesaggio agreste.
Nelle absidi laterali sono presenti anche due nicchie con due statue raffiguranti il Cuore di Gesù e San Giuseppe, il cui posizionamento è singolare perché la prima è nella nicchia dell'abside sinistra mentre la seconda è nella nicchia dell'abside destra, cosicché le statue osservano le tele in cui sono raffigurati.
Sull'altare maggiore, inserita in un'edicola a timpano triangolare, la tela raffigurante la Vergine del Soccorso.